# Markus Lehtinen
Markus Lauri Kristian Lehtinen, född 11 december 1959 i Helsingfors, är en finländsk dirigent. 
Efter studier vid Sibelius-Akademin i pianospel (för Meri Louhos, diplom 1985) och dirigering (för Jorma Panula, diplom 1985) vann Lehtinen delat första pris i Nordiska kapellmästartävlingen 1987. Som operakapellmästare har han varit engagerad bland annat vid operorna i Köpenhamn (1988–1993), Stockholm (gästspel från 1992), Hamburg (gästspel från 1993) och Finlands nationalopera (1992–1997, därefter gästspel). Vid Operafestspelen i Nyslott har han dirigerat Faust (2002) och Turandot (2003). Som konsertdirigent har Lehtinen varit ledare för Jyväskylä sinfonia 1999–2002 och är 2002–2006 gästdirigent för Malmö symfoniorkester. Vid sidan av den traditionella repertoaren har Lehtinen dirigerat noviteter som Einojuhani Rautavaaras Aleksis Kivi (1997) och Tuomas Kantelinens Paavo Nurmi (2000).